# 禿山駅
禿山駅（トッサンえき）は、大韓民国ソウル特別市衿川区禿山1洞にある、韓国鉄道公社（KORAIL）の駅。
乗り入れている路線は、線路名称上は京釜線であるが、当駅には電車線を走る京釜電鉄線（首都圏電鉄1号線）電車のみが停車する。駅番号は(P143)。

## 駅構造
相対式ホーム2面2線と、その中間に通過線2線の計2面4線を有する地上駅である。橋上駅舎を持つ。
出口は1番（駅東側）と2番（駅西側）の2ヶ所ある。

### のりば
| 1 | 京釜電鉄線 | 西東灘・天安・新昌・光明方面       |
| 2 | 京釜電鉄線 | 龍山・ソウル駅・清凉里・光云大方面 |

| ホーム（2006年撮影） | 駅名標（2006年撮影） |

## 利用状況
近年の一日平均乗車人員推移は下記の通り。
| 路線       | 乗車人員 | 乗車人員 | 乗車人員 | 乗車人員 | 乗車人員 | 乗車人員 | 乗車人員 | 乗車人員 | 乗車人員 | 乗車人員 | 乗車人員 | 注 釈 |
| 路線       | 2000年   | 2001年   | 2002年   | 2003年   | 2004年   | 2005年   | 2006年   | 2007年   | 2008年   | 2009年   | 2010年   | 注 釈 |
| ---------- | -------- | -------- | -------- | -------- | -------- | -------- | -------- | -------- | -------- | -------- | -------- | ----- |
| 京釜電鉄線 | 10057    | 12248    | 13494    | 15095    | 11625    | 11673    | 11710    | 12615    | 13573    | 13941    | 14250    | [ 1 ] |

## 駅周辺
- 衿川区立情報図書館
- 衿川区民文化体育センター
- ソウル斗山初等学校
- 加山中学校
- 始興大路
- VICマーケット衿川店（旧ロッテマート衿川店） - 禿山駅より約1000m　ホームプラスの北側の裏付近
- ホームプラス衿川店 - 禿山駅より約800m　アンバサダーホテル斜め前
- ノボテルアンバサダー禿山 （禿山駅より約750m）
- OutBack （禿山駅より約800m　HomePlusの北隣）
- 安養川（朝鮮語版）
- 衿川橋
- 禿山遊水地体育公園

## 歴史
- 1998年1月7日 - 運転簡易駅として開業。
- 2013年10月 - ホームドア設置。

## 隣の駅
韓国鉄道公社　
京釜電鉄線　
急行　
通過　
緩行　
加山デジタル団地駅 (P142) - 禿山駅 (P143) - 衿川区庁駅 (P144)　